# Čang Čchun-čchiao
Čang Čchun-čchiao (čínsky pchin-jinem Zhāng Chūnqiáo, znaky zjednodušené 张春桥; 1. února 1917 – 21. dubna 2005 Peking) byl prominentní čínský politik a spisovatel. Do veřejného povědomí se dostal v pozdní fázi kulturní revoluce, zároveň byl členem takzvaného Gangu čtyř. Byl členem komunistické strany Číny a během kulturní revoluce zastával funkci v stálém výboru politbyra ústředního výboru Komunistické strany Číny. Zastával také funkci politického komisaře Čínské lidově osvobozenecké armády v Nankingu.

## Život

### Rané období
Narozen ve vesnici Che-ce, provincie Šan-tung, do statkářské rodiny. Jeho otec Zhang Kaiyi sloužil nacionalistické straně Kuomintang a jako donašeč Japoncům. Spolu se svým otcem odešli do Ťi-nan kde během Čangova studia na střední škole od roku 1932 do roku 1934 sloužil jako tajný agent Kuomintangu a aktivně se účastnil na špehovaní komunistické strany. Jeho úkolem bylo donášet na studenty, kteří se účastnili hnutí proti Čankajškovi a Japoncům, v důsledku jeho špehování bylo pronásledováno 6 studentů z toho 1 byl uznán vinný a popraven. V roce 1935 se vydal do Šanghaje aby špehoval místní složku komunistické strany, kde po nějaké době změnil svou politickou ideologii a přidal se ke komunistické straně. V roce 1938 odešel do základny Komunistické strany v Jen-anu, v té době byla vystopována jeho minulost komunistickou stranou ke které se přiznal. I přes jeho minulost mu bylo umožněno zůstat v komunistické straně. 

### Kulturní revoluce
Na začátku kulturní revoluce se Čang Čchun-čchiao spolčil s Lin Piao a Ťiang Čching. V roce 1967 Čang Čchun-čchiao, Jao Wen-jüan a Jiang Qing zosnovali plán na získání moci v Šanghaji tzv. lednová bouře, při této vzpouře byl uštván k smrti tehdejší starosta Šanghaje Ťin Čung-chua. V průběhu kulturní revoluce v Šanghaji propagoval gang čtyř Lin Piaoa jakožto následovníka Mao Ce-tunga.  Propagace Lin Piaoa nepřipadla vniveč neboť si Čang vysloužil místo ve stálém výboru politbyra. 

### Konec politické kariéry a proces
Po smrti hlavního antagonisty gangu čtyř Čou En-laje v lednu 1976, byl jmenován viceprezidentem Teng Siao-pching, který bránil gangu čtyř chopení moci. Po smrti Mao Ce-tunga bylo jeho manželkou Ťiang Čching navrhnuto na zasedání politbyra, aby se stala novou vůdkyní Čínské lidové republiky.  Tento návrh zvedl vlnu pozdvižení, proto bylo 6. října svoláno krizové zasedání politbyra, na kterém byli Jao wen-jüan, Čang Čchun-čchiao a Wang Chung-wen zatčeni, ten den byla také zatčena manželka zesnulého vůdce Mao Ce-tunga ve své rezidenci.
V roce 1981 byl Gang čtyř odsouzen za činy proti straně, za které byl Čang odsouzen k smrti s odkladem na 2 roky. Později byl jeho rozsudek přehodnocen na doživotní trest, v roce 1997 byl rozsudek opět přehodnocen tentokrát na 18 let. V roce 1998 byl Čang propuštěn z vězení kvůli zdravotním komplikacím. V dubnu 2005 zemřel na rakovinu slinivky. 